# Zelotes andreinii
Zelotes andreinii este o specie de păianjeni din genul Zelotes, familia Gnaphosidae, descrisă de Reimoser, 1937. Conform Catalogue of Life specia Zelotes andreinii nu are subspecii cunoscute.